# Lx24
Lx24, właśc. Aleksiej Nazarow (ros. Алексей Назаров,  ur. 26 czerwca 1992 w Orsku) – rosyjski piosenkarz, kompozytor i producent muzyczny.
Jego pseudonim artystyczny utworzony został ze skrótu od imienia Alex, natomiast cyfra 24 nawiązuje do tytułu utworu amerykańskiego rapera T.I.’a „24’s”, która zainspirowała Nazarowa do rozpoczęcia kariery muzycznej.

## Dyskografia

### Albumy studyjne
- Priwiet (2015)[1]
- Zawisimost (2016)[2]
- Gława 25[3]

### Albumy z remiksami
- Gława 25 (DJ Geny Tur & Techno Project Remixes)[4]
- Remixes2018[5]